# Lynda Haverstock

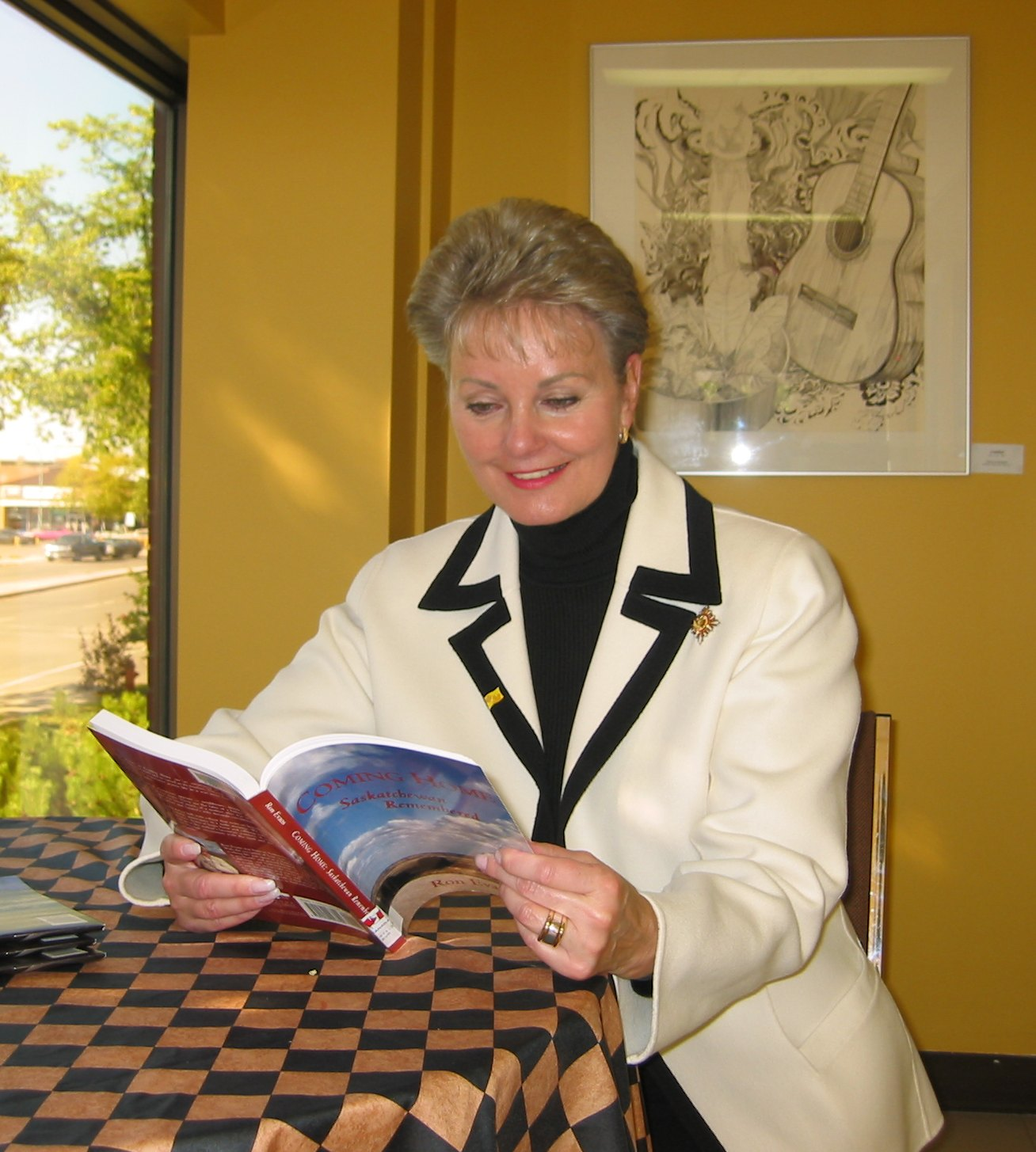
Lynda Haverstock (2005)

Lynda Maureen Haverstock, CM, SOM (* 16. September 1948 in Swift Current, Saskatchewan) ist eine ehemalige kanadische Politikerin. Von 1989 bis 1995 war sie Vorsitzende der Saskatchewan Liberal Party, von 2000 bis 2006 Vizegouverneurin der Provinz Saskatchewan.

## Biografie
Aufgrund einer frühen Schwangerschaft verließ Haverstock im zehnten Schuljahr die High School, setzte aber ihre Ausbildung einige Jahre später fort. Sie studierte Pädagogik und erwarb einen Doktortitel in klinischer Psychologie an der University of Saskatchewan. Haverstock eröffnete eine Psychologiepraxis und war Dozentin an der University of Saskatchewan und der University of New Brunswick. Außerdem veröffentlichte sie Publikationen zum Thema Stresssituationen auf landwirtschaftlichen Betrieben.
1989 wurde Haverstock zur Vorsitzenden der Saskatchewan Liberal Party, die damals nicht in der Legislativversammlung von Saskatchewan vertreten war. Obwohl die Liberalen ihren Wähleranteil 1991 mehr als verdoppeln konnten, gelang es nur ihr, einen Parlamentssitz zu gewinnen. Bei den Wahlen 1995 wurde sie wiedergewählt und die Liberalen konnten ihre Sitzzahl auf 11 erhöhen. Trotz dieses Erfolgs musste Haverstock im selben Jahr den Parteivorsitz an Ron Osika abgeben, da zahlreiche Parteimitglieder ihr vorwarfen, sie sei zu moderat. Sie trat daraufhin aus der Partei aus und verblieb bis 1999 als Unabhängige im Provinzparlament.
Generalgouverneur Ray Hnatyshyn vereidigte Haverstock am 21. Februar 2000 als Vizegouverneurin von Saskatchewan. Dieses repräsentative Amt übte sie bis zum 1. August 2006 aus. Seit November 2007 gehört sie dem Verwaltungsrat des Telekommunikationskonzerns Shaw Communications an.